# Actio de dolo
Die actio de dolo bezeichnet im römischen Privatrecht eine subsidiär wirksame Klage wegen Arglist. 
Zurückgeführt wird sie auf den spätrepublikanischen Juristen C. Aquilius Gallus. Dies ist überliefert durch den severischen Spätklassiker Ulpian, der auf den nachgeordneten Charakter des Rechtsbehelfs hinweist und auf eine kurze Verjährungsfrist. Der Prätor konnte den Rechtsbehelf nur dann gewähren, wenn ein anderer Klagetyp nicht zur Verfügung stand. Weiterhin prüfte der Prätor den Fall vorab auf Schlüssigkeit (causa cognita), die Prüfung des Wahrheitsgehaltes oblag hingegen dem iudex. Eine Verurteilung wirkte infamierend. Durch restitutorische Maßnahmen konnte der Beklagte einer Verurteilung andererseits entgehen. 
Das Gegenstück zur actio de dolo ist die exceptio doli, die Arglisteinrede, die der Schuldner erheben konnte, wenn er durch Arglist veranlasst wurde, ein Leistungsversprechen abzugeben, und der Gläubiger ihn aus diesem Versprechen in Anspruch nehmen wollte.
Ähnlich lautend findet sich die Regelung noch heute in § 826 BGB.